# Памятник Дзержинскому (Запорожье)
Па́мятник Дзержи́нскому — памятник Феликсу Дзержинскому в городе Запорожье, располагавшийся в 1977—2016 на площади Свободы.

## История
Был установлен 20 декабря 1977 года — в день 60-летия со дня создания Всероссийской чрезвычайной комиссии. Инициатором его установки выступило управление КГБ в Запорожской области. Авторами проекта стали скульптор Николай Соболь и архитектор Анатолий Масютка.
Предлагался проект отлить фигуру Дзержинского из бронзы, но победила концепция скульптора Н. С. Соболя — воплотить «светлый» образ Феликса Эдмундовича в светлом граните. Автор делал памятник в авральном режиме — вырубил из янцевского гранита за два с половиной месяца.
В русле декоммунизации на Украине памятник 10-11 марта 2016 года был демонтирован согласно решению сессии Запорожского городского совета от 19 февраля 2016.
Памятник, разделённый на три части, хранится на территории коммунального предприятия на Южном жилмассиве. Там же находятся демонтированные бюст Серго Орджоникидзе и бюст комсомольца в будёновке памятника «Тревожная молодость».